# شوركي (مقاطعة فيروزآباد)
شوركي (بالفارسية: ساختمان شورکی) هي منطقة سكنية تقع في فارس في إيران.